# Epitaph für Ludwig von Thor

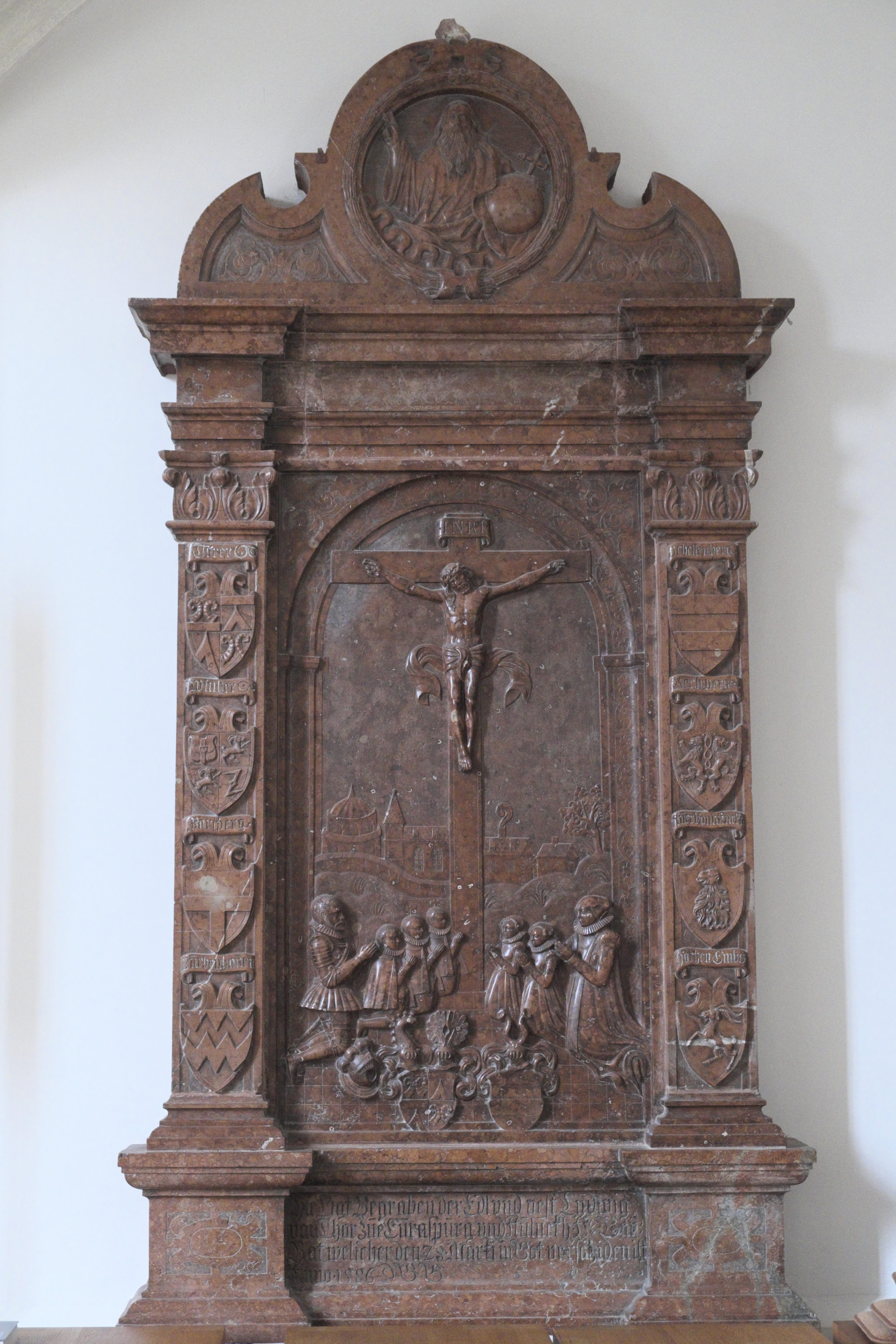
Epitaph für Ludwig von Thor in Bad Tölz

Das Epitaph für Ludwig von Thor an der Südwand der katholischen Pfarrkirche Mariä Himmelfahrt in Bad Tölz, einer Stadt im oberbayerischen Landkreis Bad Tölz-Wolfratshausen ist ein Teil der als Baudenkmal geschützten Kirchenausstattung.
Das Epitaph für Ludwig von Thor zu Eurasburg († 1586) aus Rotmarmorstein besitzt ein von Pilastern gerahmtes Relief mit der Darstellung einer unter dem Kreuz betenden Familie. Die Pilaster sind mit acht Wappen der Vorfahren des Verstorbenen geschmückt. Von den fünf Kindern haben zwei ein Kreuz über dem Kopf, dies ist ein Hinweis dafür, dass sie bereits gestorben waren. Darunter ist das Allianzwappen der Eheleute angebracht.
Den unteren Abschluss bildet eine Inschrift. Der obere Abschluss zeigt ein Relief von Gottvater mit Kreuz auf der Weltkugel in einem Medaillon.